# Omulew
Omulew – rzeka, prawy dopływ Narwi o długości 127,2 km. 
Rzeka płynie przez Równinę Mazurską i Równinę Kurpiowską, w województwie warmińsko-mazurskim i mazowieckim. Wypływa ze źródeł poniżej Jeziora Koniuszyńskiego (w Lasach Napiwodzkich) jako struga Koniuszanka, płynie przez jezioro Omulew, Puszczę Kurpiowską, kompleks bagien Szeroka Biel. Przepływa przez miejscowości: Kot, Wielbark, Brodowe Łąki, Czarnotrzew, Przystań, Ostrołęka, gdzie w południowej części miasta uchodzi do Narwi.
W górnym biegu rzeki znajdują się trzy rezerwaty: Koniuszanka I, Koniuszanka II i Małga. Od jeziora Omulew do ujścia do Narwi rzeka jest oznakowanym szlakiem kajakowym.
Lewymi dopływami Omulwi są Czarna, Rekownica, Sawica, Czarka, Wałpusza, Lejkowska Struga, Trybówka i Piasecznica, a prawymi Przeździęcka Struga, Płodownica i Jastrząbka.